# Evelyn Cameron
Evelyn Cameron (Londres, 26 de agosto de 1868 - 26 de diciembre de 1928) fue una fotógrafa y escritora de diarios del Oeste estadounidense, que documentó su vida como pionera cerca de Terry, Montana, desde finales de la década de 1890 en adelante. Es conocida fundamentalmente por sus fotografías que relatan los primeros años de los colonos en el Este de Montana, representando vaqueros, pastores de ovejas, bodas, cruces de ríos, vagones de carga, trabajo en ranchos, tierras baldías, águilas, coyotes y lobos.

## Biografía
Evelyn Jephson Flower nació en el seno de una acaudalada familia de comerciantes en Furzedown Park, al sur de Londres, Inglaterra . Era la octava hija del segundo matrimonio de su padre, con tres hermanos y una hermana mayores. Su padre, Phillip William Flower, gracias a la posición de comerciante en la Compañía Británica de las Indias Orientales aseguró la comodidad de su familia en las altas esferas de la sociedad británica.
Evelyn recibió la educación tradicional que se les daba a las mujeres jóvenes de la clase alta y hablaba italiano, alemán y francés. Ella y su hermana, Hilda, fueron educadas en su casa por una institutriz francesa, y el trabajo de su madre como compositora les aseguró una educación musical completa.
Sin embargo, Evelyn Cameron se destacó por preferir las actividades al aire libre, como montar a caballo y cazar, a las actividades domésticas tradicionales, incluso antes de mudarse a la naturaleza de Montana.

## Matrimonio y traslado al oeste
Ewen Somerled Cameron era amigo de la familia de los Flowers y compañero de caza del hermano mayor de Evelyn Cameron, Percy Flower. En torno a una década mayor que ella, era un escocés que habitaba en las islas Orcadas y se dedicaba a la ornitología, la caza y las actividades ecuestres. Cameron estaba casado con la cantante de ópera estadounidense, Julia A. Wheelock (Guilia Vlada), desde enero de 1881. La anulación de su matrimonio, por parte del Tribunal de Sesiones de Edimburgo, no se consumó hasta el 17 de octubre de 1889, un mes después del viaje suyo y de Evelyn Cameron a Montana.
Ewen y Evelyn comenzaron su primer viaje a Montana en 1889, llegando a través del océano Atlántico a la ciudad de Nueva York en septiembre, poco después del vigésimo primer cumpleaños de Evelyn, en el que heredó una generosa partida del testamento de su padre fallecido y se independizó económicamente de su familia, que desaprobaba su aventura en Estados Unidos con un hombre casado.
Siguiendo las indicaciones del hermano de Evelyn, Percy, que había cazado al oeste de Miles City antes de la expansión del ferrocarril en el este de Montana, la pareja cazó a lo largo del río Yellowstone desde el 1 de noviembre de 1889 al 1 de agosto de 1890, lo que Evelyn rememoraría más tarde como su luna de miel.
Después de viajar de regreso a Gran Bretaña para recoger sus pertenencias, los Cameron finalmente emigraron a Montana en septiembre de 1891, junto con el hermano de Evelyn, Alec, y establecieron su primera empresa ganadera. Con los años, los Cameron se mudaron a tres ranchos diferentes en el área alrededor de Terry, Montana, tratando de criar ponis de polo y criar ganado. Su ocupación se vio interrumpida por la mala salud de Ewen y por un viaje de un año de regreso a Gran Bretaña desde el verano de 1900 hasta 1901.

## Carrera profesional
Evelyn fue introducida a la fotografía por un huésped en su casa del rancho, y en julio de 1894, Ewen compró su primera cámara. El huésped, un irlandés llamado Sr. Adams, instruyó a Evelyn en los conceptos básicos de la fotografía con placas y, después de su partida, fue reemplazado por un británico conocido como Sr. Colley, que no solo formó a la fotógrafa, sino que también fue su socio en los experimentos para mejorar su trabajo, mediante la práctica de diferentes tiempos de obturación y métodos de procesamiento. Cameron pronto comenzó a ser solicitada de forma habitual en reuniones públicas y eventos de la sociedad para fotografiar bodas, retratos familiares y, por su esposo, la vida silvestre.
El trabajo de Cameron a menudo acompañaba las observaciones de su esposo sobre la fauna local de la región. Algunos artículos que incluyen su trabajo son "The Mule Deer in Montana" en la revista británica Land and Water, así como "Nesting of the Golden Eagle in Montana" de The Auk, una revista ornitológica. Cameron no fue acreditada en ninguna de estas publicaciones. Sin embargo, en un artículo de 1905 que escribió para The Breeder's Gazette en Chicago, titulado "Ovejas en Montana", que incluía su fotografía de los ranchos de ovejas circundantes, fue reconocida como autora y fotógrafa.
Cameron obtuvo elogios nacionales gracias al trabajo de la exeditora de Time-Life Books, Donna Lucey. A fines de la década de 1970, Lucey descubrió miles de impresiones y negativos de Cameron, junto con diarios y cartas que cubrían treinta y seis años de vida en la frontera, escondidos en el sótano de la casa del mejor amigo de Cameron. Después de un estudio intensivo de las fotos y los documentos, Lucey escribió una biografía, Fotografiando Montana 1894-1928: La vida y obra de Evelyn Cameron, que reproduce más de 170 imágenes de Cameron.
La mayor parte de las fotografías se encuentran ahora en la Sociedad Histórica de Montana en Helena, Montana. Las impresiones y los artefactos también se exhiben en el museo Evelyn Cameron en Terry, Montana.
Existe un documental sobre Cameron de PBS, Evelyn Cameron: Pictures from a worthy life (Evelyn Cameron: Imágenes de una vida digna).